# Just Dance 2020
Just Dance 2020 is het elfde computerspel in de Just Dance-serie, ontwikkeld door Ubisoft. Het spel werd officieel aangekondigd op de Ubisoft-persconferentie op E3 2019 op 10 juni 2019 en is uitgebracht op 5 november 2019. Het is het eerste Just Dance-spel dat is uitgebracht voor Stadia, ook de eerste sinds Just Dance 3 en Just Dance 4 die niet beschikbaar zullen zijn voor respectievelijk Xbox 360 en Wii U.

## Spelmodus
Net als in de vorige spellen van de serie, moet de speler de coach van het scherm volgen alsof dit zijn spiegelbeeld was. Afhankelijk van de prestaties van de speler, wordt de score gemarkeerd met X, OK, GOOD, SUPER, PERFECT en YEAH, dat 5x de waarde van een PERFECT heeft (in het geval van Gold Moves of Goude Moves). In de versies van Nintendo Switch, Stadia, PlayStation 4 en Xbox One kun je de Just Dance Controller app op een smartphone gebruiken als een alternatieve speelmethode. Daarmee kunnen maximaal 6 spelers verbinding maken met dezelfde console.

## Nummerslijst
Just Dance 2020 bevat de volgende 41 muzikale singles:
| Nummer                                     | Artiest                                                     | Jaar | Modus   | Moeilijkheid | Intensiteit | Danser(s) |
| ------------------------------------------ | ----------------------------------------------------------- | ---- | ------- | ------------ | ----------- | --------- |
| 10.000 luchtballonnen (†)                  | K3                                                          | 2015 | Trio    | Makkelijk    | Laag        | ♀/♀/♀     |
| 365                                        | Zedd & Katy Perry                                           | 2019 | Solo    | Makkelijk    | Laag        | ♀         |
| 7 Rings (JDU2019)                          | Ariana Grande                                               | 2019 | Trio    | Normaal      | Gemiddeld   | ♀/♀/♀     |
| Always Look On The Bright Side Of Life (*) | The Frankie Bostello Orchestra (Origineel van Monty Python) | 1979 | Kwartet | Makkelijk    | Laag        | ♂/♀/♂/♂   |
| Baby Shark                                 | Pinkfong                                                    | 2015 | Duo     | Makkelijk    | Laag        | ♀/♂       |
| Bad Boy                                    | Riton & Kah-Lo                                              | 2018 | Duo     | Makkelijk    | Gemiddeld   | ♀/♀       |
| Bad Guy                                    | Billie Eilish                                               | 2019 | Solo    | Makkelijk    | Laag        | ♀         |
| Bangarang                                  | Skrillex feat. Sirah                                        | 2012 | Solo    | Normaal      | Gemiddeld   | ♂         |
| Bassa Sababa                               | Netta                                                       | 2019 | Solo    | Makkelijk    | Laag        | ♀         |
| Con Altura                                 | Rosalia feat. J Balvin & El Guincho                         | 2019 | Solo    | Normaal      | Laag        | ♀         |
| Con Calma                                  | Daddy Yankee feat. Snow                                     | 2019 | Duo     | Normaal      | Laag        | ♂/♂       |
| Everybody (Backstreet's Back) (*)          | Millennium Alert (Origineel van Backstreet Boys)            | 1997 | Kwartet | Makkelijk    | Gemiddeld   | ♂/♂/♂/♂   |
| Fancy                                      | Twice                                                       | 2019 | Trio    | Normaal      | Laag        | ♀/♀/♀     |
| Fancy Footwork                             | Chromeo                                                     | 2007 | Solo    | Moeilijk     | Gemiddeld   | ♂         |
| Fit But You Know It                        | The Streets                                                 | 2004 | Solo    | Makkelijk    | Intens      | ♂         |
| Get Busy (C)                               | KOYOTIE                                                     | 2019 | Duo     | N.N.B.       | N.N.B.      | ♀/♀       |
| God Is a Woman                             | Ariana Grande                                               | 2018 | Solo    | Makkelijk    | Laag        | ♀         |
| High Hopes                                 | Panic! at the Disco                                         | 2018 | Kwartet | Normaal      | Gemiddeld   | ♂/♀/♂/♀   |
| I Am the Best                              | 2NE1                                                        | 2011 | Trio    | Moeilijk     | Gemiddeld   | ♀/♀/♀     |
| I Don't Care                               | Ed Sheeran & Justin Bieber                                  | 2019 | Solo    | Makkelijk    | Gemiddeld   | ♂         |
| I Like It                                  | Cardi B, Bad Bunny & J Balvin                               | 2018 | Trio    | Normaal      | Laag        | ♂/♀/♂     |
| Infernal Galop (Can-Can) (*)               | The Just Dance Orchestra (Origineel van Jacques Offenbach)  | 1858 | Duo     | Normaal      | Intens      | ♀/♀       |
| Into The Unknown                           | Idina Menzel ft. Aurora                                     | 2019 | Solo    | Makkelijk    | Laag        | ♀         |
| Just an Illusion (*)                       | Equinox Stars (Origineel van Imagination)                   | 1982 | Duo     | Normaal      | Gemiddeld   | ♂/♂       |
| Keep in Touch                              | JD McCrary                                                  | 2019 | Solo    | Normaal      | Laag        | ♂         |
| Kill This Love                             | Blackpink                                                   | 2019 | Kwartet | Moeilijk     | Gemiddeld   | ♀/♀/♀/♀   |
| Le Bal Masqué (*)                          | Dr. Creole (Origineel van La Compagnie Créole)              | 1984 | Kwartet | Makkelijk    | Gemiddeld   | ♂/♀/♀/♂   |
| Ma Itù                                     | Stella Mwangi                                               | 2019 | Solo    | Moeilijk     | Gemiddeld   | ♀         |
| My New Swag                                | VAVA feat. Ty. & Nina Wang                                  | 2017 | Solo    | Moeilijk     | Gemiddeld   | ♀         |
| Old Town Road (Remix)                      | Lil Nas X feat. Billy Ray Cyrus                             | 2019 | Solo    | Makkelijk    | Laag        | ♂         |
| Policeman                                  | Eva Simons feat. Konshens                                   | 2015 | Trio    | Normaal      | Gemiddeld   | ♂/♀/♂     |
| Rain Over Me                               | Pitbull feat. Marc Anthony                                  | 2011 | Solo    | Makkelijk    | Laag        | ♀         |
| Skibidi                                    | Little Big                                                  | 2018 | Duo     | Makkelijk    | Intens      | ♂/♀       |
| Só Depois do Carnaval                      | Lexa                                                        | 2019 | Solo    | Normaal      | Gemiddeld   | ♀         |
| Soy Yo                                     | Bomba Estéreo                                               | 2015 | Solo    | Normaal      | Gemiddeld   | ♀         |
| Stop Movin'                                | Royal Republic                                              | 2019 | Trio    | Normaal      | Gemiddeld   | ♂/♀/♂     |
| Sushi                                      | Merk & Kremont                                              | 2018 | Solo    | Makkelijk    | Gemiddeld   | ♂         |
| Taki Taki                                  | DJ Snake feat. Selena Gomez, Ozuna & Cardi B                | 2018 | Solo    | Normaal      | Laag        | ♀         |
| Talk                                       | Khalid                                                      | 2019 | Solo    | Makkelijk    | Laag        | ♂         |
| Tel Aviv                                   | Omer Adam feat. Arisa                                       | 2013 | Trio    | Normaal      | Gemiddeld   | ♂/♂/♂     |
| The Time (Dirty Bit)                       | The Black Eyed Peas                                         | 2010 | Kwartet | Normaal      | Gemiddeld   | ♂/♀/♂/♀   |
| Ugly Beauty                                | Jolin Tsai                                                  | 2018 | Trio    | Makkelijk    | Laag        | ♀/♀/♀     |
| Vodovorot                                  | XS Project                                                  | 2011 | Solo    | Moeilijk     | Intens      | ♂         |

- Een "(*)" geeft aan dat het nummer een "cover" van het origineel is.
- Een "(JDU2019)" geeft aan dat het nummer voor een beperkte tijd in de Just Dance Unlimited van Just Dance 2019 verschijnt.
- Een "(C)" geeft aan dat het nummer kan worden gedownload met een code.
- Een "(†)" geeft aan dat het nummer buiten de Benelux alleen met Just Dance Unlimited beschikbaar is.

## Alternatieve modus
Just Dance 2020 is ook samengesteld uit alternatieve routines van de principale singles, 13 zijn de singles die bij deze spelmodus horen:
| Nummer                | Artiest                                      | Jaar | Naam              | Modus | Moeilijkheid | Intensiteit | Danser(s) |
| --------------------- | -------------------------------------------- | ---- | ----------------- | ----- | ------------ | ----------- | --------- |
| 7 Rings               | Ariana Grande                                | 2019 | Extreme versie    | Solo  | Extreem      | Intens      | ♀         |
| Bad Guy               | Billie Eilish                                | 2019 | Billie versie     | Solo  | Extreem      | Intens      | ♀         |
| Bangarang             | Skrillex feat. Sirah                         | 2012 | Extreme versie    | Solo  | Extreem      | Intens      | ♂         |
| God Is a Woman        | Ariana Grande                                | 2018 | Godin-versie      | Solo  | Normaal      | Laag        | ♀         |
| I Am the Best         | 2NE1                                         | 2011 | Extreme versie    | Solo  | Extreem      | Intens      | ♂         |
| Kill This Love        | Blackpink                                    | 2019 | Extreme versie    | Solo  | Extreem      | Intens      | ♀         |
| Old Town Road (Remix) | Lil Nas X feat. Billy Ray Cyrus              | 2019 | Line Dance-versie | Trio  | Makkelijk    | Laag        | ♂/♀/♂     |
| Rain Over Me          | Pitbull feat. Marc Anthony                   | 2011 | Extreme versie    | Solo  | Extreem      | Intens      | ♂         |
| Soy Yo                | Bomba Estéreo                                | 2015 | Slang-versie      | Duo   | Normaal      | Gemiddeld   | ♂/♀       |
| Sushi                 | Merk & Kremont                               | 2018 | Extreme versie    | Solo  | Extreem      | Intens      | ♀         |
| Taki Taki             | DJ Snake feat. Selena Gomez, Ozuna & Cardi B | 2018 | Grot-versie       | Duo   | Normaal      | Gemiddeld   | ♀/♂       |
| Talk                  | Khalid                                       | 2019 | Extreme versie    | Solo  | Extreem      | Intens      | ♀         |
| The Time (Dirty Bit)  | The Black Eyed Peas                          | 2010 | Extreme versie    | Solo  | Extreem      | Intens      | ♀         |

## Karakteristieken
| Generatie                                 | Zevende (Spelcomputers) | Achtste (Spelcomputers)                                   |
| Platforms                                 | Wii                     | Nintendo Switch, Xbox One, PlayStation 4 en Google Stadia |
| ----------------------------------------- | ----------------------- | --------------------------------------------------------- |
| Meer dan 40 nieuwe nummers                | Ja                      | Ja                                                        |
| Nieuwe All-Stars-modus                    | Nee                     | Ja                                                        |
| Nieuwe Coöperatieve modus                 | Nee                     | Ja                                                        |
| Aangepaste afspeellijsten                 | Ja                      | Ja                                                        |
| Sweat-modus                               | Ja                      | Ja                                                        |
| Ubisoft Club                              | Nee                     | Ja                                                        |
| World Dance Floor                         | Nee                     | Ja                                                        |
| Compatibiliteit met Just Dance Controller | Nee                     | Ja                                                        |
| Just Dance Unlimited                      | Nee                     | Ja                                                        |
| Kids-modus                                | Ja                      | Ja                                                        |

## Specifieke karakteristieken
| Generatie                               | Zevende (Spelcomputers) | Achtste (Spelcomputers)                                   |
| Platforms                               | Wii                     | Nintendo Switch, Xbox One, PlayStation 4 en Google Stadia |
| --------------------------------------- | ----------------------- | --------------------------------------------------------- |
| JD Wall                                 | Nee                     | Nee                                                       |
| SUPERSTAR                               | Ja                      | Ja                                                        |
| MEGASTAR                                | Ja                      | Ja                                                        |
| Avatars-geluiden                        | Nee                     | Ja                                                        |
| Menukleur in het algemeen               | Groen                   | Wit                                                       |
| Nieuwe Gold Move-effect                 | Nee                     | Ja                                                        |
| Dancer Card-level                       | Nee                     | Ja                                                        |
| Pictogrammen op het ritme van de muziek | Nee                     | Ja                                                        |